# Manuel Oribe
Manuel Oribe (ur. 26 sierpnia 1792 w Montevideo, zm. 12 listopada 1857 tamże) – urugwajski wojskowy i polityk. W latach 1835–1838 pełnił funkcję prezydenta kraju. Od 1839 stał na czele stronnictwa „białych” (od białej odznaki na kapeluszach), którzy w okresie tzw. „wielkiej wojny” walczyli z „kolorowymi” (od barwnej opaski na ramieniu), czyli zwolennikami generała Fructuoso Rivery, poprzednika i następcy Oribe na stanowisku prezydenta. W latach czterdziestych XIX wieku bezskutecznie walczył z „czerwonymi koszulami” Garibaldiego, sprzymierzonego z „kolorowymi”.